# مقامات بديع الزمان الهمذاني
مقامات بديع الزمان الهمذاني ، أول كتاب ألف في فن المقامات، إلا أنه لم يلق ما لقيته مقامات الحريري من العناية بشرحها وتفسير غريبها لأسباب يعرفها من نظر في مقامات بديع الزمان ورسائله كالرسالة رقم 167، فضاع القسم الأكبر منها ولم يبق من أصل 400 مقامة هي مجموع الكتاب سوى 52 مقامة، عاث بها النساخ كما يقول الأستاذ الإمام محمد عبده: (بما أفسد المبنى وغير المعنى مع زيادات تضر بالأصول وتذهب بالذهن عن المعقول، ونقص يُهزّع الأساليب وينقض بنيان التراكيب، فالناظر فيها إن كان ضعيفاً ضل وحار، وإن كان عرّيفاً لم يأمن العثار).
وقد أوجز حاجي خليفة التعريف به واكتفي بقوله: (وهو سابق على الحريري والحريري ألف على منواله)، بينما سمى زهاء أربعين شرحاً من شروح مقامات الحريري. وهكذا كان أول من أقدم على شرح مقامات الهمذاني الأستاذ الإمام محمد عبده، بعد عودته من باريس إلى بيروت: (رمضان 1306هـ 1888م). وطبع شرحه في المطبعة الكاثوليكية فيها عام 1889م، وصرح أنه أسقط بعض العبارات الفاضحة من مقامتين، كما أسقط المقامة الشامية برمتها (ومكانها بعد المقامة المارستانية) وتبعه على ذلك معظم ناشري المقامات، وكانت هذه المقامة مثبتة في طبعة الجوائب سنة 1298هـ وهي الطبعة الأولى للمقامات. وأثبتها فاروق سعد في نشرته (بيروت 1982 دار الآفاق الجديدة: ص194) إلا أنه أسقط خاتمة المقامة الرصافية (ص228) من غير أن ينبه إلى ذلك، وهي الخاتمة التي اعتذر محمد عبده عن نشرها (ص 157).
وتمتاز بعض هذه المقامات بالطرافة كالمقامة الحمدانية التي يصور فيها مساجلة عقدها سيف الدولة لوصف فرس، والمقامة المارستانية التي صور فيها مجنوناً يصب جام غضبه على المعتزلة، والمقامة الجاحظية التي وازن فيها بين الجاحظ وابن المقفع، والمقامة المضيرية التي اشتملت على الكثير من مفردات الحضارة.
ألف الهمذاني مقاماته لأمير سجستان خلف بن أحمد، وخصه بست مقامات منها في مدحه. وكان زكي مبارك أول من نبه إلى رأي الحصري في أن الهمذاني نسج في مقاماته على منوال ابن دريد في كتابه الأربعين حديثاً، قال: وهي أحاديث استنبطها من ينابيع صدره، واستنخبها من معادن فكره، وأهداها للأفكار والضمائر...فلما وقف عليها الهمذاني عارضها بأربعمائة مقامة في الكدية، تذوب ظرفاً وتقطر حسناً.

## بنية مقامات الهمذاني
- التوطئة. يروي فيها الراوي عيسى بن هشام حاله، كأن يكون في سفرٍ أو تجارةٍ أو جماعة من الناس في نادٍ أو سوقٍ. يعمل هذا الجزء الموطِّئ في تهيئة المتلقّي للجزء التالي الذي يُمثِّل قلبَ المقامة وغايتها.
- الحدث الرئيس تظهر فيه شخصية رئيسة -أو أكثر- تتميَّزُ بأنها تتحدث حديثا بليغًا ذا مُحسِّنات لفظية ومعنوية، وغاية الحديث في الغالب استحصال المال بالحيلة أو المعونة من المستمع (كُدية)، وتكون مُتنكِّرة لا يعلم السامعون حقيقتها، ثم تغادرُ المكانَ بعد نيل المُراد.
- الملاحقة وكشف الحقيقة. غالبًا ما يدفعُ الفضول والشكُّ الراويَ للحاق المكدَّي لمعرفة حقيقته، أو أن يعرفَ من بيانه وبلاغته شخص صاحبه بطل المقامة (أبو الفتح الإسكندري).[3]

## طالع أيضًا
- مقامات الحريري
- المقامات اللزومية
- مقامات الزمخشري